# Alberto Bernabé Pajares
Alberto Bernabé Pajares (Huelva, 1 de diciembre de 1946) es un filólogo español destacado por sus estudios sobre el orfismo, la épica griega arcaica, la crítica textual y la lingüística indoeuropea. 

## Biografía
Nacido en Huelva el 1 de diciembre de 1946, es actualmente Catedrático de filología griega en la Universidad Complutense de Madrid. Ha sido, entre otros cargos, presidente de la Sociedad Española de Lingüística entre 1998 y 2002, colaborador en el Diccionario Griego Español editado por el CSIC, secretario de redacción de la Revista Española de Lingüística desde 1976, presidente del Centro de Estudios del Próximo Oriente desde 2003 y director del Departamento de Filología Griega y Lingüística Indoeuropea de la Universidad Complutense de Madrid desde 1 de julio de 2002.

## Obra
Bernabé es un autor prolífico. Sus publicaciones incluyen más de un centenar de artículos en revistas españolas y extranjeras sobre filología, literatura, lingüística y filosofía griega, micenología, hitita e indoeuropeo, traducciones de obras griegas y textos hititas y diversos libros monográficos. Es autor, asimismo, de la edición canónica de los fragmentos de épica griega antigua en la prestigiosa editorial Teubner.

### Ediciones críticas
- Poetae epici Graeci, testimonia et fragmenta Pars I. Leipzig: Teubner, 1987.
- Orphei Hymnorum Concordantia, Hildesheim-Zürich-Nueva York, 1988.
- Poetae epici Graeci, testimonia et fragmenta, pars I editio correctior. Stuttgart y Leipzig: Teubner, 1996.
- Poetae Epici Graeci Testimonia et fragmenta, Pars. II, Orphicorum et Orphicis similium testimonia et fragmenta. Monachii et Lipsiae: Teubner, 2004.

### Traducciones
- Himnos homéricos. La Batracomiomaquia, Madrid, 1978.
- Textos literarios hetitas. Madrid: Editora Nacional, 1979. IBN: 978-8427604742.
- Fragmentos de épica griega arcaica. Madrid, 1980.
- Filóstrato, Vida de Apolonio de Tiana, Madrid, 1980.
- Píndaro, Epinicios (en colaboración con Pedro Bádenas de la Peña), Madrid, 1984.
- De Tales a Demócrito. Fragmentos presocráticos, Madrid, 1988.
- Aristóteles, Retórica, Madrid, 1998.
- Instrucciones para el más allá: las laminillas órficas de oro (en colaboración con A. Jiménez San Cristóbal), Madrid, 2001.
- Hieros logos. Poesía órfica sobre los dioses, el alma y el más allá. Madrid: Akal, 2003. ISBN 978-84-460-1377-8.

### Ensayos
- Manual de crítica textual y edición de textos griegos. Madrid: Akal, 1992.
- Manual de Lingüística Indoeuropea, I, Madrid, 1995.
- Textos órficos y filosofía presocrática. Materiales para una comparación, Madrid, 2004.